# سوق المخلاص (صنعاء القديمة)

تعديل مصدري - تعديل

حارة سوق المخلاص هي إحدى حارات مدينة صنعاء القديمة، بلغ تعداد سكانها 38 نسمة حسب تعداد اليمن لعام 2004.